# رابطة الدوري الإسباني
رابطة الدوري الإسباني واسمها الكامل رابطة الدوري الإسباني لكرة القدم للمحترفين أو الرابطة الوطنية لكرة القدم للمحترفين (بالإسبانية: Liga Nacional de Fútbol Profesional) واختصارًا باسمها التجاري لا ليغا (بالإسبانية: LaLiga)؛ هي رابطة رياضية وطنية مسؤولة عن إدارة دوريين لكرة القدم للمحترفين في إسبانيا، هما الدوري الإسباني الدرجة الأولى (المعروف أيضًا باسم لا ليغا) والدوري الإسباني الدرجة الثانية. تأسست الرابطة في عام 1984، وهي جزء من الاتحاد الملكي الإسباني لكرة القدم، رغم أن لها شخصية اعتبارية ووضعًا قانونيًا مستقلًا لتنظيم شؤونها وأعمالها. يرأسها خافيير تيباس منذ 26 أبريل 2013.
يقع المقر الرئيس لرابطة الدوري الإسباني في العاصمة الإسبانية مدريد، ولها أفرع في 55 دولة ولها 11 مكتبًا و46 ممثلية. تنظم الرابطة معظم أعمالها من قبل مؤسستها.
من بين المهام الرئيسة للرابطة تنظيم مسابقات كرة القدم الاحترافية، وإدارة نظام الرقابة المالية للأندية، ومنح الحق بالبث المرئي للدوري وما يترتب على ذلك من حقوق سمعية وبصرية، والإشراف على إستراتيجية التدويل والقيادة التكنولوجية. خلال جائحة كورونا، وما نتج عنها من اتخاذ تدابير وقائية وإجراءات احترازية لحماية الجمهور واللاعبين من الإصابة بمرض فيروس كورونا، نظمت رابطة اللا ليغا العديد من الفعاليات الثقافية والرياضية عبر الإنترنت.
يتمثل الدور الرئيس لرابطة الدوري الإسباني في تنظيم بطولة الدوري الوطني في درجتيه الأولى والثانية بالتنسيق مع الاتحاد الملكي الإسباني لكرة القدم. أوقفت بطولة الدوري الوطني مرتين فقط في تاريخها، الأولى خلال الحرب الأهلية الإسبانية ما بين عامي 1936 و1939، والأخرى في عام 2020، إبّان جائحة فيروس كورونا في إسبانيا، حيث عُلقت المسابقات ما بين 9 مارس و 11 يونيو 2020، إلى أن عادت دون جمهور. كذلك من مهامها الدفاع عن مصالح أعضائها من الأندية الإسبانية.

## الأندية الأعضاء
| الدوري الإسباني الدرجة الأولى لا ليغا سانتاندر (بالإسبانية: LaLiga Santander) | الدوري الإسباني الدرجة الثانية لا ليغا سمارت بانك (بالإسبانية: LaLiga SmartBank) |
| --- | --- |
| - ديبورتيفو ألافيس - أتلتيك بيلباو - أتلتيكو مدريد - برشلونة - قادش - سيلتا فيغو - لاس بالماس - إلتشي - خيتافي - غرناطة - هويسكا - ليفانتي - أوساسونا - ريال بيتيس - ريال مدريد - ريال سوسيداد - إشبيلية - فالنسيا - بلد الوليد - فياريال | - البسيط - ألكوركون - ألميريا - قرطاجنة - كاستييون - إسبانيول - فوينلابرادا - جيرونا - لاس بالماس - ليغانيس - لوغرينييس - لوغو - ملقة - مايوركا - ميرانديس - ريال أوفييدو - رايو فايكانو - بونفيرادينا - ساباديل - سبورتينغ خيخون - تينيريفي - ريال سرقسطة |

## وصلات خارجية
- الموقع الرسمي